# Nipponnemertes variabilis
Nipponnemertes variabilis är en djurart som tillhör fylumet slemmaskar, och som först beskrevs av Korotkevich 1983.  Nipponnemertes variabilis ingår i släktet Nipponnemertes och familjen Cratenemertidae. Inga underarter finns listade i Catalogue of Life.